# Uratelornis
Uratelornis is een geslacht van vogels uit de familie grondscharrelaars (Brachypteraciidae). Er is één soort:
- Uratelornis chimaera – Langstaartgrondscharrelaar